# 佐藤幸男 (工学者)
佐藤 幸男（さとう ゆきお、YUKIO SATO、1951年10月23日 - ）は、日本の情報工学者。名古屋工業大学名誉教授。株式会社スペースビジョン代表取締役社長。専門は3次元物体の形状計測と解析、コンピュータビジョン。

## 人物・経歴
1951年静岡県静岡市生まれ。1975年慶應義塾大学工学部電気工学科卒業。藤田広一研究室で3D画像の研究に着手。1980年慶應義塾大学大学院工学研究科博士課程修了、工学博士。同年東京農工大学助手。1983年名古屋工業大学講師。1985年助教授。その後1986年カリフォルニア大学サンタバーバラ校客員準教授、1987年南カリフォルニア大学客員研究員。1995年名古屋工業大学教授。2001年コロンビア大学客員研究員。起業を推進する科学技術新興事業団プレベンチャー事業に採択。2002年慶應義塾大学理工学部客員教授。2003年名古屋工業大学領域長。2004年株式会社スペースビジョン設立。2005年名古屋工業大学を退職。名古屋工業大学名誉教授。慶應義塾大学理工学部教授。現在は株式会社スペースビジョン代表取締役社長。3Dボディスキャナーを始めとした各種3D人体形状計測装置を開発している。3Dボディデータのクラウドサービス、ヒューマンメトリクスを提唱 。研究者は研究の遺伝子を受け継いでいく乗り物であるととらえ、生き続ける遺伝子を「利己的な研究者遺伝子」と称している。1987年に初版が出版された著書「図解メカトロニクス入門シリーズ　信号処理入門」（オーム社）は累計3万5千部以上が購読され、現在も刊行中のロングセラー。

## 主な著作

### 学位論文
三次元物体の形状計測と識別に関する研究　博士論文（甲第600号）、慶應義塾大学（1980年-3月31日）、NAID 500000283592

### 著書
「図解メカトロニクス入門シリーズ　信号処理入門」オーム社

## 受賞
1985年　永井学術奨励賞
1999年６月　画像センシングシンポジウム論文賞

## 主な研究
・三次元物体の形状計測と識別
・オンライン署名照合システム
・線画像処理
・超高速3Dレンジセンサ
・小型・軽量・高速の３Ｄカメラ
・3Dボディスキャナーシステムの開発
・人体の3D形状計測と解析